# Dąbrówka (powiat międzychodzki)
Dąbrówka – osada leśna w Polsce położona w województwie wielkopolskim, w powiecie międzychodzkim, w gminie Międzychód.
W okresie Wielkiego Księstwa Poznańskiego (1815-1848) miejscowość wzmiankowana jako Dąbrówko folwark należała do wsi mniejszych w ówczesnym pruskim powiecie Międzyrzecz w rejencji poznańskiej. Dąbrówko folwark należało do okręgu międzychodzkiego tego powiatu i stanowiło odrębny majątek, którego właścicielem był wówczas Kalkreuth. Według spisu urzędowego z 1837 roku wieś liczyła 38 mieszkańców, którzy zamieszkiwali 3 dymy (domostwa).